# Samuel Twardowski

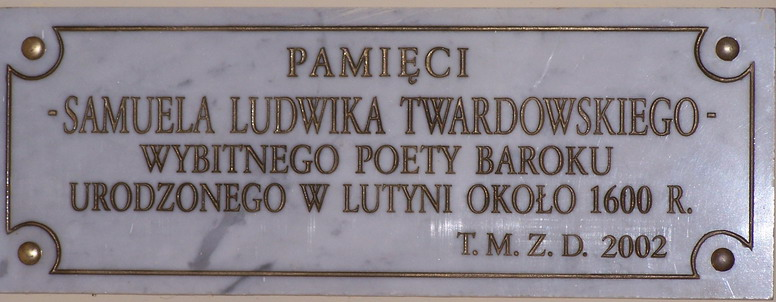
Minnestavla i Lutynia

Samuel Ludwik Twardowski, född före 1600 i Lutynia, död 1661 i Zalesie Wielkie, var en polsk poet och krönikeskrivare.
Twardowski skildrade i versform Krzysztof Zbaraskis diplomatiska resa till Konstantinopel 1622, i vilken han själv deltagit (1633; tredje upplagan 1801) och besjöng i ett ofullbordat epos (1650) Vladislav IV:s regering. Hans förnämsta verk är den monumentala rimkrönikan Wojna dojmowda ("Inbördeskriget", tre band, 1681), som på fullt historisk grund skildrar tilldragelserna från kosackfejderna 1648 ("Wojna kozacka", trilogins andra del utkom redan 1657) till freden i Oliwa 1660. Liksom i detta verk behandlas svenskarnas krig i Polen även i Twardowskis ode Omen krolowi szwedzkiemu (Den svenske konungens omen). Hans smärre dikter, Miscellanea selecta, utgavs 1682 (tredje upplagan 1861).